# Liste von Orgeln in Mecklenburg
Die Liste von Orgeln in Mecklenburg umfasst sukzessive die erhaltenen historischen Orgeln sowie  überregional bedeutende Orgelneubauten in Mecklenburg. Im Jahr 2013 hatte Mecklenburg einen Orgelbestand von 638 Instrumenten. Die älteste erhaltene Orgel aus dem Jahr 1602 steht heute in der Dorfkirche Redefin hinter einem neugotischen Gehäuse. Drei weitere barocke Orgeln sind aus dem 17. Jahrhundert, 20 Werke aus dem 18. Jahrhundert und 21 Orgeln aus den 1800er bis in die 1830er erhalten. Aus dem Zeitalter der Romantik (1840–1918) stammen 350 Instrumente. Anschließend wurden 17 Orgeln bis 1945 und dann 160 Orgeln bis 1990 gebaut und 41 neue und 25 gebrauchte Orgeln ab 1991 angeschafft.
In der vierten Spalte sind die hauptsächlichen Erbauer angeführt; eine Kooperation mehrerer Orgelbauer wird durch Schrägstrich angezeigt, spätere Umbauten durch Komma. Kursivschreibung gibt an, dass nur das historische Gehäuse erhalten ist. In der sechsten Spalte bezeichnet die römische Zahl die Anzahl der Manuale, ein großes „P“ ein selbstständiges Pedal, ein kleines „p“ ein nur angehängtes Pedal. Die arabische Zahl gibt die Anzahl der klingenden Register bei den heute bestehenden Orgeln an (Stand 2015). Die letzte Spalte bietet Angaben zum Erhaltungszustand sowie Links mit weiterführender Information.

## Orgelliste
| Ort                     | Gebäude                                        | Bild | Orgelbauer                                                     | Jahr                       | Manuale | Register    | Bemerkungen |
| ----------------------- | ---------------------------------------------- | ---- | -------------------------------------------------------------- | -------------------------- | ------- | ----------- | --- |
| Alt Bukow               | Evangelische Kirche Alt Bukow                  |      | Friedrich Friese III                                           | 1880                       | I/P     | 8           | → Orgel |
| Alt Jabel               | Dorfkirche                                     |      | Marcus Runge                                                   | 1908                       | I/P     | 10          | → Orgel |
| Bad Sülze               | Stadtkirche                                    |      | Christian Hinrich Kersten, Friedrich Wilhelm Winzer            | 1772–1775, 1852            | I/P     | 14          | 1852 Umbau und Umdisponierung→ Orgel |
| Bad Doberan             | Münster                                        |      | Alexander Schuke                                               | 1980                       | III/P   | 44          | ein Register aus der Vorgängerorgel von Friedrich Friese III (1860) übernommen 2009/10 durch Erbauerfirma überholt, u. a. Einbau einer Setzeranlage → Orgel                                                           |
| Badendiek               | Dorfkirche                                     |      | Friedrich Hermann Lütkemüller                                  | 1890                       | I/P     | 6           | → Orgel |
| Barkow                  | Dorfkirche                                     |      | Friedrich Friese III                                           | 1884                       | I/P     | 5           | → Orgel |
| Basedow                 | Kirche Basedow                                 |      | Heinrich Herbst/Samuel Gercke, Arp Schnitger                   | 1683                       | III/P   | 36          | Das Instrument ist die älteste erhaltene Barockorgel in Mecklenburg → Orgel |
| Baumgarten              | Dorfkirche                                     |      | Julius Schwarz                                                 | 1892                       | I/p     | 6           | → Orgel |
| Beidendorf              | Dorfkirche                                     |      | Friedrich Friese III                                           | 1865                       | II/P    | 15          | zuletzt restauriert 2012/2013 → Orgel |
| Belitz                  | Dorfkirche                                     |      | Christian Hinrich Kersten                                      | 1784                       | II/P    | 18          | 1786 durch Kersten um Pedal ergänzt; 1853 Erweiterung durch Friedrich Wilhelm Winzer, 1989 Revision durch Orgelbau Schmid→ Orgel → Orgel                                                                              |
| Below                   | Dorfkirche                                     |      | Julius Schwarz                                                 | 1890                       | I/p     | 4           | mit pneumatischen Schleiflade, querrechteckiges Gehäuse → Orgel → Orgel |
| Benthen                 | Dorfkirche                                     |      | Wolfgang Nußbücker                                             | 1990                       | III/P   | 9           | → Orgel |
| Bibow                   | Dorfkirche                                     |      | Friedrich Friese III                                           | 1872                       | I/p     | 6           | 2006 von Andreas Arnold rekonstruiert → Orgel |
| Blankenhagen            | Dorfkirche                                     |      | Arp Schnitger                                                  | 1686–1687                  | II/P    | 15          | ursprünglich für Reformierte Kirche in Hamburg-Altona gebaut, 1833 umgesetzt, mehrfach umgebaut; Gehäuse und 4–5 Register erhalten → Orgel der Dorfkirche Blankenhagen                                                |
| Boek                    | St. Johannis                                   |      | Wilhelm Sauer                                                  | 1853                       | I/P     | 6           | älteste erhaltene Orgel Sauers; Carl Börger ergänzte um 1900 einen Subbass auf eigener pneumatischer Pedallade, Restaurierung 1995 bis 2003 durch Werkstatt Christian Scheffler → Orgel                               |
| Bristow                 | Dorfkirche                                     |      | Friedrich Friese III                                           | 1875                       | I/p     | 5           | 2003 restauriert und ein Register ersetzt→ Orgel |
| Brüel                   | Stadtkirche                                    |      | Friedrich Wilhelm Winzer                                       | 1843                       | I/p     | 7           | 5 Transmissionen im Pedal; klassizistischer Prospekt vermutlich von dem Architekten Tischbein aus Warin → Orgel |
| Buchholz                | Dorfkirche                                     |      | Marcus Runge                                                   | 1930                       | II/P    | 14          | → Orgel |
| Bülow (bei Crivitz)     | Dorfkirche                                     |      | Friedrich Friese III                                           | 1871                       | I       | 4           | →Orgel vollständig erhalten |
| Bütow                   | Dorfkirche                                     |      | Marcus Runge                                                   | 1905                       | I/P     | 4           | pneumatische Kegelladen → Orgel |
| Bützow                  | Stiftskirche Bützow                            |      | Friedrich Friese III                                           | 1877                       | II/P    | 27          | Der älteste Orgelprospekt in Mecklenburg aus dem Jahr 1520, von Wegscheider restauriert → Orgel |
| Bützow                  | Reformierte Kirche                             |      | Friedrich Wilhelm Winzer                                       | 1862                       | I/P     | 6           | einzige Orgel dieser Art mit den originalen Prospektpfeifen aus der Werkstatt von Winzer, durch Arnold restauriert. → Orgel                                                                                           |
| Burow                   | Dorfkirche                                     |      | Friedrich Friese III                                           | 1874                       | I/P     | 7           | → Orgel |
| Cammin (bei Rostock)    | Dorfkirche                                     |      | Hans Hantelmann                                                | 1722–1724                  | I/P     | 14          | 1853 umgesetzt und umgebaut, 2003 restauriert und Subbass 16′ ergänzt → Orgel |
| Carlow                  | Dorfkirche                                     |      | Friedrich Friese III                                           | 1888                       | II/P    | 14          | → Orgel |
| Carwitz                 | Dorfkirche                                     |      | Ernst Sauer                                                    | 1860                       | I/P     | 6           | → Orgel |
| Chemnitz (Blankenhof)   | Dorfkirche                                     |      | Carl Noebe                                                     | 1845                       | I/P     | 5           | → Orgel |
| Dabel                   | Dorfkirche                                     |      | Wolfgang Nußbücker                                             | 1995                       | II/P    | 11+2        | bedeutend durch das Glockenspiel und die Aufnahme von ländlicher Folklore in den Orgelneubau, → Orgel |
| Demern                  | Dorfkirche                                     |      | Friedrich Albert Mehmel                                        | 1884                       | I/p     | 6           | bei Umsetzung 1938 wegen fehlender Raumhöhe Absägen des oberen Aufbaus des neoromanischen Prospekts, 2003 weitgehend rekonstruiert → Orgel                                                                            |
| Dobbin                  | Dorfkirche                                     |      | Carl Börger                                                    | 1901                       | I/P     | 5           | → Orgel |
| Dreilützow              | Dorfkirche                                     |      | unbekannt, Jehmlich                                            | 1708, 2004                 | I/p     | 6           | möglicherweise von Matthias Dropa, 2004 drei verlorene Register rekonstruiert → Orgel |
| Kloster Dobbertin       | Klosterkirche                                  |      | Andreas Arnold                                                 | 2020                       | II/P    | 31          | Neubau im alten Gehäuse von 1857 mit Pfeifenattrappen → Orgel |
| Dreveskirchen           | Dorfkirche                                     |      | Paul Schmidt                                                   | 1754                       | I/P     | 15          | → Orgel |
| Finkenthal              | Dorfkirche                                     |      | Johann Friedrich Ludwig Cordes                                 | 1831                       | I       | 6           | → Orgel |
| Friedland               | St. Marien                                     |      | Wilhelm Sauer                                                  | 1905                       | III/P   | 41          | ursprünglich für Pauluskirche in Berlin-Zehlendorf gebaut und 1943 umgesetzt; hinter Barockprospekt von David Baumann (1744) → Orgel                                                                                  |
| Gadebusch               | St. Jakob und St. Dionysius                    |      | Wolfgang Nußbücker                                             | 1980                       | II/P    | 28          | Orgel mit Koppelmanual (III.) |
| Gischow                 | Dorfkirche                                     |      | Hermann und Albert Kienscherf                                  | 1901                       | I/P     | 5           | → Orgel |
| Gnoien                  | Marienkirche                                   |      | Friedrich Hermann Lütkemüller                                  | 1859                       | II/P    | 24          | 2004 Rekonstruktion → Orgel |
| Goldberg                | Stadtkirche                                    |      | Friedrich Friese III                                           | 1876                       | II/P    | 11          | → Orgel |
| Goldberg                | Stephanushaus                                  |      | Sauer Orgelbau                                                 |                            | I       | 3           | → Orgel |
| Grabow (Elde)           | Georgskirche                                   |      | Friedrich Friese III                                           | 1885                       | II/P    | 25          | 2015 Restauriert. |
| Granzin                 | Dorfkirche                                     |      | Friedrich Friese III                                           | 1864                       | I/P     | 5           | → Orgel |
| Grevesmühlen            | St. Nikolai                                    |      | Friedrich Friese III                                           | 1872                       | II/P    | 20          | → Orgel |
| Groß Dratow             | Dorfkirche                                     |      | Friedrich Hermann Lütkemüller                                  |                            | I/P     | 7           | 2023 restauriert → Orgel |
| Groß Eichsen            | Johanniter-Kirche                              |      | Hans Hantelmann                                                | 1723                       | II/p    | 14          | teilweise erhalten, 1991 und 2002 Rekonstruktion durch Wegscheider mit mitteltöniger Stimmung → Orgel |
| Groß Grenz              | Dorfkirche                                     |      | Friedrich Friese III                                           | 1868                       | I/p     | 6           | → Orgel |
| Groß Pankow             | Dorfkirche                                     |      | unbekannt, Julius Schwarz                                      | nach 1800, 1892            | I       | 5           | ehemalige Kabinettorgel → Orgel |
| Groß Upahl              | Dorfkirche                                     |      | Paul Schmidt                                                   | 1753                       | I       | 3           | ursprünglich Kammerorgel für Erbprinz Friedrich (Schwerin), 1790 nach Polchow und 1893 nach Groß Upahl verkauft → Orgel                                                                                               |
| Güstrow                 | Pfarrkirche St. Marien                         |      | W. Sauer Orgelbau Frankfurt (Oder)                             | 1931                       | III/P   | 43 (2. Tr.) | 2010 Renovierung durch Andreas Arnold (Plau am See) → Orgel |
| Güstrow                 | Dom                                            |      | Friedrich Hermann Lütkemüller                                  | 1868                       | III/P   | 37          | 1984–86 auf originale Disposition rekonstruiert → Orgel |
| Güstrow                 | Dom, Winterkirche                              |      | Wegscheider                                                    | 1996                       | I/P     | 15          | mit Pauken, Glockenspiel, Cymbelstern, 2 Kuckucksrufen, Trommel, Nachtigall → Orgel |
| Hagenow                 | Stadtkirche                                    |      | Wolfgang Nußbücker                                             | 1994                       | II/P    | 25          | →Orgel |
| Herrenhaus Hohen Luckow | Dorfkirche                                     |      | Paul Schmidt, Friedrich Wilhelm Winzer                         | 1772, 1857                 | I       | 5           | 1857 eingreifender Umbau → Orgel |
| Herzberg                | Dorfkirche                                     |      | Marcus Runge                                                   | 1905                       | I/P     | 5           | → Orgel |
| Hohen Mistorf           | Dorfkirche                                     |      | Marcus Runge                                                   | 1915                       | I/P     | 7           | → Orgel |
| Hohen Pritz             | Dorfkirche                                     |      | Julius Schwarz                                                 | 1895                       | I/p     | 4           | pneumatische Kegelladen → Orgel |
| Holzendorf              | Dorfkirche                                     |      | Friedrich Friese III                                           | 1860                       | I/p     | 4           | → Orgel |
| Jördenstorf             | Dorfkirche                                     |      | Friedrich Friese III                                           | 1878                       | II/P    | 15          | → Orgel |
| Kalkhorst               | Dorfkirche                                     |      | Friedrich Wilhelm Winzer                                       | 1869                       | II/P    | 15          | hinter Prospekt von Hans Hantelmann (1732) → Orgel |
| Karbow                  | Dorfkirche                                     |      | Marcus Runge                                                   |                            | I/P     | 5           | → Orgel |
| Karow                   | Dorfkirche                                     |      | Johann Heinrich Runge/Carl Börger                              | 1866, 1904                 | I/P     | 8           | → Orgel |
| Kessin (Dummerstorf)    | St. Godehard                                   |      | Heinrich Rasche/Friedrich Hermann Lütkemüller                  | 1858–1861                  | II/P    | 12          | → Orgel |
| Kirchdorf (Poel)        | Dorfkirche                                     |      | Wolfgang Nußbücker                                             | 1967                       | II/P    | 13          | → Orgel |
| Kirch Kogel             | Dorfkirche                                     |      | Friedrich Hermann Lütkemüller                                  | 1872                       | I/P     | 7           | → Orgel |
| Kreien                  | Dorfkirche                                     |      | Wolfgang Nußbücker                                             | 1981                       | I       | 4           | → Orgel |
| Kuppentin               | Dorfkirche                                     |      | Friedrich Friese III                                           | 1874                       | I/P     | 6           | → Orgel |
| Lancken                 | Dorfkirche                                     |      | Friedrich Friese III                                           | 1863                       | I/P     | 5           | → Orgel |
| Langen Trechow          | Kapelle Langen Trechow                         |      | Wolfgang Nußbücker                                             | 1982                       | I       | 3           | → Orgel |
| Leussow                 | Dorfkirche                                     |      | Friedrich Friese III                                           | 1874                       | II/P    | 13          | → Orgel |
| Liepen (Klein Vielen)   | Dorfkirche                                     |      | Felix Grüneberg                                                | 1912                       | I/P     | 4           | restauriert 2023 → Orgel |
| Lohmen                  | Dorfkirche                                     |      | Friedrich Hermann Lütkemüller                                  | 1881                       | I/P     | 12          | → Orgel |
| Ludwigslust             | Stadtkirche                                    |      | Friedrich Friese III                                           | 1876                       | II/P    | 30          | → Orgel |
| Ludwigslust             | Stiftskirche Stift Bethlehem                   |      | Alexander Schuke                                               | 1983                       | II/P    | 14          | → Orgel |
| Ludwigslust             | St. Helena und Andreas                         |      | Franz Eggert                                                   | 1907                       | I/P     | 8           | → Orgel |
| Lübtheen                | Stadtkirche                                    |      | Friedrich Friese I                                             | 1820                       | II/P    | 22          | Besonderheit: original erhaltene Prospektpfeifen→ Orgel |
| Malchin                 | St. Johannis                                   |      | Friedrich Friese III                                           | 1878                       | II/P    | 28          | hinter Prospekt von Paul Schmidt (1782), 2003–04 restauriert → Orgel |
| Malchin                 | St. Johannis (Marienkapelle)                   |      | Friedrich Hermann Lütkemüller                                  | 1864                       | I/P     | 7           | → Orgel |
| Malchow                 | Stadtkirche                                    |      | Friedrich Friese III                                           | 1873                       | II/P    | 18          | → Orgel |
| Malchow                 | Klosterkirche                                  |      | Friedrich Friese III                                           | 1890                       | II/P    | 14          | → Orgel |
| Malchow                 | Klosterkirche                                  |      | W. Sauer Orgelbau                                              | 1957                       | II/P    | 17          | → Orgel seit 2010 im Orgelmuseum Malchow, ursprünglich erbaut für den Kirchsaal des Diakonievereins Züssow |
| Marnitz                 | Dorfkirche                                     |      | Wolfgang Nußbücker                                             | 1981                       | I/P     | 6           | → Orgel |
| Mestlin                 | Dorfkirche                                     |      | Verschueren Orgelbouw                                          | 1949                       | II/P    | 11          | Freipfeifenprospekt → Orgel |
| Mirow                   | Dorfkirche                                     |      | Johann Heinrich Runge                                          | 1857                       | I/p     | 6           | bis auf Prospektpfeifen original erhalten → Orgel |
| Neubrandenburg          | Marienkirche                                   |      | Johannes Klais OrgelbauKarl Schuke Berliner Orgelbauwerkstatt  | 2017                       | IV/P    | 71          | Gemeinschaftsbau von Klais und Schuke (Berlin). |
| Neubrandenburg          | St. Johannis                                   |      | Alexander Schuke                                               | 1990                       | II/P    | 32          | → Orgel |
| Neubrandenburg          | St. Johannis                                   |      | Johannes Führer                                                | 2010                       | I/-     | 3           | → Orgel |
| Neubrandenburg          | St. Michael                                    |      | Alexander Schuke                                               | 1972                       | I/P     | 6           | → Orgel |
| Neubukow                | Stadtkirche                                    |      | Friedrich Friese III                                           | 1863                       | II/P    | 15          | → Orgel |
| Neukalen                | Johanneskirche                                 |      | David Baumann, Friedrich Hermann Lütkemüller                   | 1739–1742, 1880            | II/P    | 15          | mehrfach umgebaut → Orgel |
| Neukirchen              | Dorfkirche                                     |      | Paul Schmidt                                                   | 1768                       | II/P    | 16          | 1849 Umdisponierung durch Friedrich Wilhelm Winzer → Orgel |
| Neustrelitz             | Stadtkirche                                    |      | Barnim Grüneberg                                               | 1893                       | III/P   | 45          | Restaurierung 2005 abgeschlossen→ Orgel |
| Parchim                 | St. Georgen                                    |      | Friedrich Friese III                                           | 1871                       | II/P    | 25          | 2000/01 restauriert → Orgel |
| Parchim                 | St.-Marien-Kirche                              |      | Faber & Greve                                                  | 1908                       | I/P     | 18          | hinter historischem Orgelgehäuse von 1620, zweites Manual komplett Transmission aus I→ Orgel |
| Parum (Dümmer)          | Dorfkirche                                     |      | Johann Heinrich Runge                                          | 1871                       | I/P     | 5           | 1 Transmission, nahezu vollständig erhalten, restauriert 2005 → Orgel |
| Passee                  | Dorfkirche                                     |      | Friedrich Wilhelm Winzer                                       | 1859                       | II/P    | 11          | → Orgel |
| Passow                  | Dorfkirche                                     |      | Friedrich Friese III                                           | 1868                       | I/P     | 6           | → Orgel |
| Petschow                | Dorfkirche                                     |      | Paul Schmidt                                                   | 1783                       | I/P     | 15          | nahezu vollständig erhalten, restauriert 1993 → Orgel |
| Plau am See             | St. Marien                                     |      | Wolfgang Nußbücker                                             | 1980                       | II/P    | 27          | Orgel mit Koppelmanual (III.) |
| Plau am See             | Friedhofskapelle                               |      | Wolfgang Nußbücker                                             | 1981                       | I       | 4           | → Orgel |
| Prestin                 | Dorfkirche                                     |      | Julius Schwarz                                                 | 1892                       | I/p     | 5           | pneumatische Kegelladen → Orgel |
| Redefin                 | Dorfkirche                                     |      | unbekannt, Friedrich Friese II                                 | 1602, 1846                 | II/P    | 14          | 9 Register aus dem 17. Jahrhundert erhalten, 2007–08 saniert → Orgel |
| Redlin                  | Dorfkirche                                     |      | Friedrich Hermann Lütkemüller                                  | um 1890                    | I/P     | 7           | → Orgel |
| Rehna                   | Kloster                                        |      | Marcus Runge                                                   | 1911                       | II/P    | 27          | Orgel 1996 saniert. |
| Rerik                   | Dorfkirche                                     |      | Friedrich Wilhelm Winzer, Alexander Schuke                     | 1870, 1973                 | II/P    | 15          | hinter Gehäuse von Colbow (1793) → Orgel |
| Ribnitz                 | Marienkirche                                   |      | Jehmlich Orgelbau                                              | 1994                       | III/P   | 39          | → Orgel |
| Röbel/Müritz            | Marienkirche                                   |      | Johann Schmidt/ Friedrich Hermann Lütkemüller                  | 1822/1853                  | II/P    | 24          | 2003–04 saniert→ Orgel |
| Rostock                 | Marienkirche                                   |      | Paul Schmidt, Sauer Orgelbau                                   | 1767–1770, 1938            | IV/P    | 84          | Sauer-Orgel hinter barockem Prospekt mit elektropneumatischen Trakturen, Neubau geplant → Orgel |
| Rostock                 | Nikolaikirche                                  |      | Orgelbau Schmid                                                | 1971                       | III/P   | 36          | 2001 Umsetzung aus der Philippuskirche Rummelsberger Anstalten. |
| Rostock                 | Heiligen-Geist-Kirche                          |      | Oscar Walcker                                                  | 1908                       | III/P   | 41 (2 Tr.)  | → Orgel 2002 durch Christian Scheffler (Müllrose) restauriert. |
| Rostock                 | Kloster zum Heiligen Kreuz, Universitätskirche |      | Alexander Schuke                                               | 1964                       | III/P   | 33          | → Orgel |
| Ruchow                  | Dorfkirche                                     |      | Joachim Richborn                                               | 1675                       | I/p     | 7           | ursprünglich für Schloss Bützow gebaut (I/5), 1796 durch Heinrich Schmidt umgesetzt, erweitert und mit hölzernem Umbau versehen → Orgel                                                                               |
| Ruest                   | Dorfkirche                                     |      | Friedrich Hermann Lütkemüller                                  | 1874                       | I/P     | 7           | → Orgel |
| Russow                  | Dorfkirche                                     |      | Johann Engelbrecht Gerhardt, Edmund Bruder, Jehmlich           | 1702, 1892, 2009           | I/P     | 9           | Gehäuse mit Prospektpfeifen von Gerhardt und 4 Register von Bruder erhalten, 4 rekonstruiert → Orgel |
| Satow (b. Rostock)      | Dorfkirche                                     |      | Friedrich Albert Mehmel                                        | 1869                       | I/P     | 10          | → Orgel |
| Schloen                 | Dorfkirche Schloen                             |      | Friedrich Friese III                                           | 1881                       | I/P     | 6           | 2006 und 2013 Renoviert und erweitert A. Arnold → Orgel |
| Schönberg               | St. Laurentius                                 |      | Friedrich Wilhelm Winzer                                       | 1847                       | II/P    | 26          | weitgehend original erhalten → Orgel von St. Laurentius (Schönberg) |
| Schwaan                 | St. Paulus                                     |      | Friedrich Wilhelm Winzer                                       | 1861                       | II/P    | 21          | → Orgel |
| Schwanbeck              | Dorfkirche                                     |      | Ernst Sauer                                                    | 1858                       | I/P     | 8           | Orgel original erhalten, 2002 saniert → Orgel |
| Schwerin                | Paulskirche                                    |      | Friedrich Friese III                                           | 1869                       | II/P    | 31          | → Orgel |
| Schwerin                | Schweriner Dom                                 |      | Friedrich Ladegast                                             | 1868–1871                  | IV/P    | 84          | größte erhaltene Orgel von Ladegast und die größte deutsche Orgel vor 1900→ Orgel |
| Serrahn (Kuchelmiß)     | Dorfkirche                                     |      | Friedrich Wilhelm Winzer                                       | 1863                       | II/P    | 13          | hinter Prospekt von Andreas Johann Orre (1740) und unter Einbeziehung des Subbass 16′ → Orgel |
| Siggelkow               | Dorfkirche                                     |      | Julus Schwarz                                                  | 1894                       | I/P     | 6           | ursprünglich 4 Register, 2022 restauriert und erweitert → Orgel |
| Stralendorf             | Dorfkirche                                     |      | Friedrich Wilhelm Winzer                                       | 1856                       | I/P     | 7           | → Orgel, seit 2003 im Orgelmuseum Malchow stehend |
| Techentin               | Dorfkirche                                     |      | Julius Schwarz                                                 | 1893                       | I/P     | 4           | → Orgel |
| Teterow                 | Stadtkirche                                    |      | Wolfgang Nußbücker                                             | 1991                       | II/P    | 29          | Orgel mit Koppelmanual (III.) |
| Toitenwinkel            | Dorfkirche                                     |      | Friedrich Friese III                                           | 1862                       | II/P    | 8           | → Orgel |
| Varchentin              | Dorfkirche                                     |      | Johann G. Wolfsteller                                          | 1851                       | II/P    | 10          | → Orgel |
| Volkenshagen            | Dorfkirche                                     |      | Friedrich Hermann Lütkemüller                                  | 1862                       | II/P    | 12          | → Orgel |
| Warlitz                 | St. Trinitatis                                 |      | Johann Georg Stein                                             | 1770                       | I/P     | 9           | nahezu unverändert erhalten → Orgel von St. Trinitatis (Warlitz) |
| Waren (Müritz)          | Georgenkirche                                  |      | Friedrich Hermann Lütkemüller                                  | 1856                       | II/P    | 24          | diverse Umbauten, Restaurierung geplant. |
| Warsow                  | Dorfkirche                                     |      | Friedrich Friese I                                             | 1833                       | I/P     | 11          | 2000 restauriert → Orgel → Orgel |
| Wasdow                  | Dorfkirche                                     |      | Friedrich Hermann Lütkemüller                                  | 1866                       | I       | 3           | → Orgel |
| Wendisch Priborn        | Dorfkirche                                     |      | Marcus Runge                                                   | 1905                       | I/P     | 4           | → Orgel |
| Wendisch Priborn        | Dorfkirche                                     |      | VEB Sauer Orgelbau                                             | 1975                       | I/P     | 4           | → Orgel |
| Wesenberg               | Stadtkirche                                    |      | Johann Michael Röder                                           | 1717                       | I/P     | 19          | ursprünglich für die Dorotheenstädtische Kirche/Berlin gebaut, 1833 überführt, mehrfach umgebaut → Orgel |
| Wismar                  | Nikolaikirche                                  |      | Henning Kröger, Johann Gottlob Mende                           | 1617–1619, 1737, 1842–1845 | II/P    | 30          | zusammengesetzt aus zwei Orgeln, Kröger-Orgel 1737 um Rückpositiv von Christoph Erdmann Vogel erweitert, Pfeifenwerk zum großen Teil von Mende aus Nikolaikirche (Freiberg) (1845, 1976 nach Wismar verkauft) → Orgel |
| Woosten                 | Dorfkirche                                     |      | Friedrich Hermann Lütkemüller                                  | 1859                       | I/P     | 7           | → Orgel |
| Zettemin                | Dorfkirche                                     |      | Johann Matthias Friese                                         | 1780                       | II/P    | 23          | 1996–1998 restauriert durch Orgelwerkstatt Wegscheider → Orgel |
| Zurow                   | Dorfkirche                                     |      | Christoph Erdmann Vogel, Friedrich Wilhelm Winzer, Wegscheider | 1737, 1859–1861, 2010–2011 | I/p     | 9           | ursprünglich wohl ein Rückpositiv für die Nikolaikirche (Wismar), Umsetzung und Umbau durch Winzer, 2010–2011 Restaurierung → Orgel                                                                                   |

## Tonträger
Orgellandschaft Mecklenburg. 2003, MDG Gold (2 CDs mit Beiheft)